# ソ連国家防衛委員会
ソ連国家防衛委員会（それんこっかぼうえいいいんかい、ロシア語：Государственный Комитет Обороны, 略称：ГКО）は、独ソ戦期のソビエト連邦における臨時の上級機関であり、国家における全ての権力を保持していた。この委員会は、国防人民委員部（Народный Комиссариат Обороны, НКО）とは区別されねばならない。

## 解説
委員会は1941年6月30日から1945年9月4日まで存在し、ヨシフ・スターリンが議長を務めた。
初めはラヴレンチー・ベリヤ、クリメント・ヴォロシーロフ（1944年まで）、ゲオルギー・マレンコフ、ヴャチェスラフ・モロトフ（議長代理）で構成された。
1942年からは、ニコライ・ヴォズネセンスキー、ラーザリ・カガノーヴィチ、アナスタス・ミコヤンが参加し、1944年にヴォロシーロフの後任としてニコライ・ブルガーニンが加わった。